# Перигуна
Перигуна је личност из грчке митологије.

## Етимологија
Њено име има значење „много земље која рађа жито“.

## Митологија
Према Паусанији, била је кћерка Синида кога је убио Тезеј, а њу је одвео и силовао. Плутарх ју је описао као лепу и достојанствену. Када је видела да јој је Тезеј убио оца, она је побегла и сакрила се у жбуње. Међутим, он ју је позвао и обећао јој да ће се према њој односити часно. Постали су љубавници и она је Тезеју родила сина Меланипа, а касније ју је Тезеј дао Дејонеју, принцу Ехалије.

## Биологија
Латинско име ове личности (Perigune) је назив за род лептира.